# Platymischus
Platymischus är ett släkte av steklar som beskrevs av John Obadiah Westwood 1832. Platymischus ingår i familjen hyllhornsteklar.
Släktet innehåller bara arten Platymischus dilatatus.